# 波普爾格羅夫鎮區 (明尼蘇達州馬諾門縣)
波普爾格羅夫鎮區（英語：Popple Grove Township）是位於美國明尼蘇達州馬諾門縣的一個行政鎮區。

## 地方資料
波普爾格羅夫鎮區的面積為96.83平方千米，當中陸地面積為96.54平方千米，而水域面積為0.29平方千米。根據2020年美國人口普查的數據，當地共有人口138人，而人口密度為每平方千米1.43人。